# Sili Itàlic

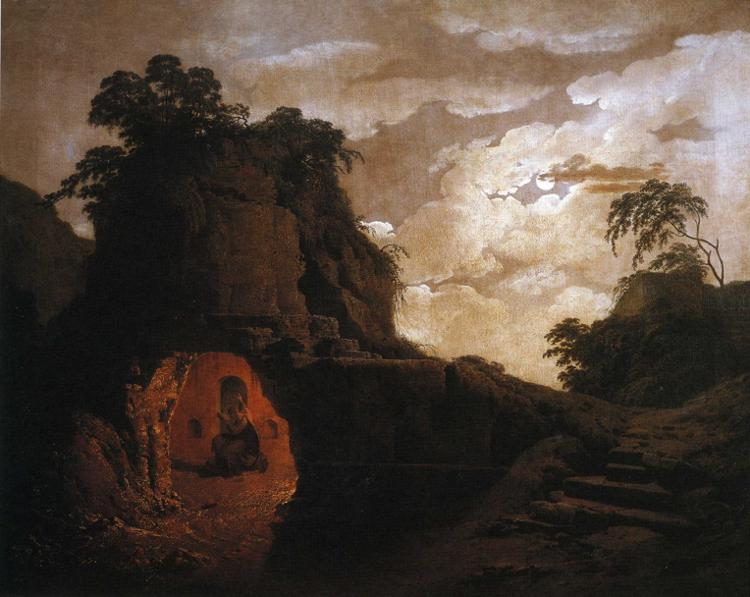
Sili Itàlic davant la tomba de Virgili, pintura de Joseph Wright.

Tiberi Caci Asconi Sili Itàlic (llatí: Tiberius Catius Asconius Silius Italicus) va ser un poeta èpic llatí nascut l'any 25. Va ocupar diverses magistratures i arribà al consolat l'any 68. Va ser protegit de Vitel·li i després de Vespasià, en el govern del qual va exercir el càrrec de procònsol d'Àsia, on va complir amb rectitud.
Va adquirir la vil·la de Ciceró a Tusculum (avui Frascati), i la que havia posseït Virgili prop de Nàpols. En aquesta última va perfeccionar el seu poema Bella Punica (Guerra Púnica), començat en la seva joventut i referit a la Segona Guerra Púnica. Va viure a Nàpols i a Puteoli on va restar sense voler tornar a Roma. Malalt incurable es va deixar morir de fam l'any 103. El seu nom Itàlic podria derivar d'Itàlica (prop de la moderna Sevilla), però no és segur.
Encara que alguns suposen que va ser tres vegades cònsol el més probable és que hi hagués tres cònsols a la família: el seu pare Gai Sili (cònsol l'any 13) i el fill de Sili Itàlic.
La seva gran obra és un treball poètic èpic anomenat Púnica o Bella Punica en 17 llibres.

### Bella Punica

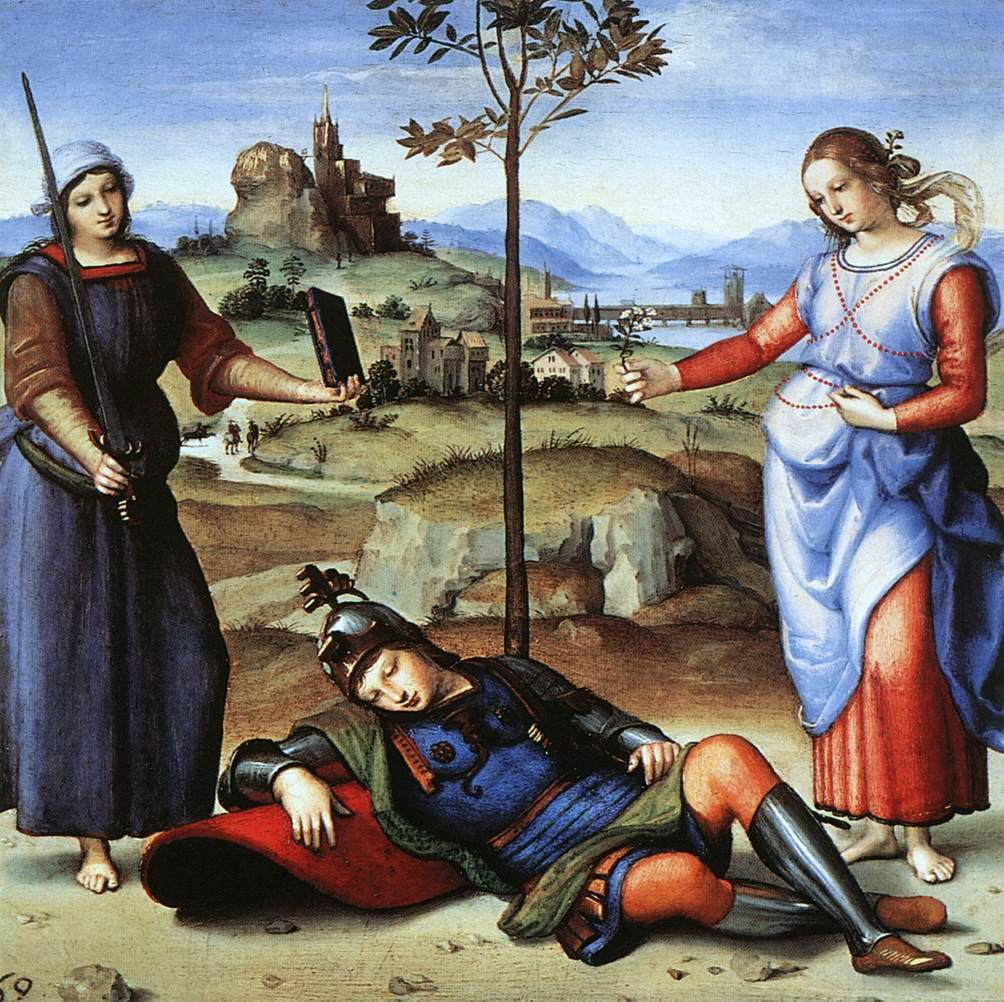
Visió d'un cavaller, pintura de Rafael, obra basada en un tema narrat al llibre XV del poema de Sili: La decisió d'Escipió.